# Febvin-Palfart
Febvin-Palfart é uma comuna francesa na região administrativa de Altos da França, no departamento de Pas-de-Calais. Estende-se por uma área de 14,51 km². Em 2010 a comuna tinha 608 habitantes (densidade: 41,9 hab./km²).